# Cantón de La Costa Radiante
El cantón de La Costa Radiante era una división administrativa francesa, que estaba situada en el departamento de Pirineos Orientales y la región de Languedoc-Rosellón.

## Composición
El cantón estaba formado por cuatro comunas:
- Alénya
- Latour-Bas-Elne
- Saint-Cyprien
- Saleilles

## Supresión del cantón de La Costa Radiante
En aplicación del Decreto n.º 2014-262 de 26 de febrero de 2014, el cantón de La Costa Radiante fue suprimido el 22 de marzo de 2015 y sus 4 comunas pasaron a formar parte; dos del nuevo cantón de La Costa Arenosa y dos del nuevo cantón de La Llanura de Illiberi.